# 13211 Stucky
13211 Stucky (1997 JH6) là một tiểu hành tinh vành đai chính được phát hiện ngày 3 tháng 5 năm 1997 bởi Spacewatch ở Kitt Peak.